# Wawrzyniec Fójcik
Wawrzyniec Fójcik (czes. Vavřinec Fójcik; ur. 29 listopada 1959 we Frydku-Mistku) – polski inżynier i działacz społeczny na Śląsku Cieszyńskim, wójt Cierlicka (1990–1996), prezes Rady Polaków (1995–2002), członek Izby Poselskiej Republiki Czeskiej (1996–1998).

## Życiorys
Ukończył studia w Wyższej Szkole Transportu i Łączności w Żylinie. Pracował jako zastępca naczelnika stacji kolejowej w Hawierzowie. W kwietniu 1990 został wybrany członkiem Prezydium Rady Narodowej w Cierlicku z ramienia Forum Obywatelskiego. Po pierwszych wolnych wyborach samorządowych sprawował funkcję wójta gminy Cierlicko, a następnie jej radnego.
Od początku lat 90. działa na rzecz społeczności polskiej w Czechach. Przez trzy kadencje był przewodniczącym Rady Polaków (1995–2002), zasiadał jednocześnie w Radzie ds. Narodowości przy rządzie czeskim. Z ramienia Obywatelskiej Partii Demokratycznej wykonywał mandat posła do Izby Poselskiej w kadencji 1996–1998. Pod koniec kadencji przeszedł do klubu Unii Chrześcijańskich Demokratów – Czechosłowackiej Partii Ludowej. Z ramienia KDU-ČSL bez powodzenia ubiegał się również o reelekcję do Izby Poselskiej w wyborach 1998, następnie był związany z ruchem Coexistentia. W wyborach parlamentarnych w 2010 bezskutecznie kandydował z listy Partii Zielonych. W wyborach samorządowych uzyskał mandat radnego Cierlicka z ramienia ugrupowania „Niezależni – Koalicja Cierlicka”.